# Llinda de l'habitatge al carrer Montserrat, 13 (Bordils)
La Llinda de l'habitatge al carrer Montserrat, 13 és una obra de Bordils (Gironès) inclosa a l'Inventari del Patrimoni Arquitectònic de Catalunya.

## Descripció
És una finestra geminada gòtica, amb arcs de mig punt, situada a la façana de la casa del carrer Montserrat número 3. Els brancals i l'ampit són de carreus ben tallats. Els arcs de mig punt arrenquen d'unes senzilles línies d'imposta sense cap ornamentació. El pilaret central descansa sobre un petit basament quadrangular, llis. En el capitell s'hi pot veure una rosa cisellada a cada cara enmig d'elements decoratius.